# Special Edition (álbum de Vinnie Vincent Invasion)
Special Edition es una colección de la banda estadounidense Vinnie Vincent Invasion , publicada en 2003, con la dirección de Vinnie Vincent y Bobby Rock como un recopilatorio de éxitos y canciones poderosas del Heavy Metal.

## Contenido
En el álbum se encuentra solo los éxitos del grupo en sus dos álbumes, fue grabado en CD por la discografía Chrysalis Records en el año 2003, se puede encontrar los videos grabados de la banda y también las dos formaciones del 1986 y 1988, donde se encuentra Bobby Rock, Dana Strum y los dos vocalistas Robert Fleischman y Mark Slaughter, el guitarrista Vinnie Vincent toco también solos y poco tiempo después el sacaría su 3 y último álbum solista y desaparecería del de la Tv y modos informativos.

## Lista de canciones

### CD 1
1. Boyz Are Gonna Rock– 4:56
2. Shoot U Full of Love –  4:42
3. No Substitute – 3:52
4. Animal – 4:39
5. Twisted – 4:33
6. Do You Wanna Make Love – 3:22
7. Back on the Streets – 4:48
8. I Wanna Be Your Victim – 4:35
9. Baby-O – 3:44
10. Invasion – 5:24

### CD 2
1. Ashes to Ashes – 6:02
2. Dirty Rhythm – 3:37
3. Love Kills – 5:33
4. Naughty Naughty – 3:29
5. Burn –  4:37
6. Let Freedom Rock – 5:30
7. That Time of Year – 4:42
8. Heavy Pettin' – 4:10
9. Ecstasy – 4:35
10. Deeper and Deeper – 3:54
11. Breakout – 3:59

## Formación
- Robert Fleischman - voz en CD 1
- Mark Slaughter - voz en el CD 2
- Vinnie Vincent - guitarra , segunda voz
- Dana Strum - bajo , coros
- Bobby Rock - batería

## Personal adicional
- Jeff Scott Soto - coros

- Datos: Q109312161